# Alsfeld-Fischbach
Fischbach ist ein Stadtteil von Alsfeld im mittelhessischen Vogelsbergkreis am Oberlauf des Fischbachs. Der Ort liegt nordwestlich der Kernstadt und ist von Wald umgeben. Westlich des Ortes verläuft die Landesstraße 3145.

## Geschichte

### Ortsgeschichte
Die älteste bekannte schriftliche Erwähnung von Fischbach erfolgte unter dem Namen Uôbirnvischbach im Jahr 1350.
Die Statistisch-topographisch-historische Beschreibung des Großherzogthums Hessen berichtet 1830 über Fischbach:

„Fischbach (L. Bez. Alsfeld) evangel. Filialdorf; liegt 2 St. von Alsfeld, hat 11 Häuser und 65 Einw., die bis auf 1 Kath. evangelisch sind.“

Zum 31. Dezember 1971 wurde die bis dahin selbständige Gemeinde Fischbach im Zuge der Gebietsreform in Hessen auf freiwilliger Basis als Stadtteil nach Alsfeld eingegliedert.
Für den Stadtteil Fischbach, wie für die übrigen Stadtteile von Alsfeld, wurde ein Ortsbezirk mit Ortsbeirat eingerichtet.

### Verwaltungsgeschichte im Überblick
Die folgende Liste zeigt die Staaten und Verwaltungseinheiten, denen Fischbach angehört(e):
- vor 1567: Heiliges Römisches Reich, Landgrafschaft Hessen
- ab 1567: Heiliges Römisches Reich, Landgrafschaft Hessen-Marburg, Amt Alsfeld[8]
- 1604–1648: Heiliges Römisches Reich, strittig zwischen Landgrafschaft Hessen-Darmstadt und Landgrafschaft Hessen-Kassel (Hessenkrieg)
- ab 1604: Heiliges Römisches Reich, Landgrafschaft Hessen-Darmstadt, Oberamt Alsfeld, Amt Alsfeld>
- ab 1806: Großherzogtum Hessen,[Anm. 2] Fürstentum Oberhessen, Oberamt Alsfeld, Amt Alsfeld[9][10]
- ab 1815: Großherzogtum Hessen, Provinz Oberhessen, Amt Alsfeld[11]
- ab 1821: Großherzogtum Hessen, Provinz Oberhessen, Landratsbezirk Romrod[12][Anm. 3]
- ab 1829: Großherzogtum Hessen, Provinz Oberhessen, Landratsbezirk Alsfeld
- ab 1832: Großherzogtum Hessen, Provinz Oberhessen, Kreis Alsfeld
- ab 1848: Großherzogtum Hessen, Regierungsbezirk Alsfeld
- ab 1852: Großherzogtum Hessen, Provinz Oberhessen, Kreis Alsfeld
- ab 1867: Norddeutscher Bund, Großherzogtum Hessen, Provinz Oberhessen, Kreis Alsfeld
- ab 1871: Deutsches Reich, Großherzogtum Hessen, Provinz Oberhessen, Kreis Alsfeld
- ab 1918: Deutsches Reich, Volksstaat Hessen, Provinz Oberhessen, Kreis Alsfeld
- ab 1938: Deutsches Reich, Volksstaat Hessen, Landkreis Alsfeld[13][Anm. 4]
- ab 1945: Amerikanische Besatzungszone,[Anm. 5] Groß-Hessen, Regierungsbezirk Darmstadt, Landkreis Alsfeld
- ab 1946: Amerikanische Besatzungszone, Hessen, Regierungsbezirk Kassel, Landkreis Ziegenhain
- ab 1949: Bundesrepublik Deutschland, Hessen, Regierungsbezirk Kassel, Landkreis Ziegenhain
- ab 1972: Bundesrepublik Deutschland, Hessen, Regierungsbezirk Kassel, Vogelsbergkreis, Stadt Alsfeld
- ab 1981: Bundesrepublik Deutschland, Hessen, Regierungsbezirk Gießen, Vogelsbergkreis, Stadt Alsfeld

### Gerichtszugehörigkeit seit 1803
In der Landgrafschaft Hessen-Darmstadt wurde mit Ausführungsverordnung vom 9. Dezember 1803 das Gerichtswesen neu organisiert. Für die Provinz Oberhessen wurde das Hofgericht Gießen als Gericht der zweiten Instanz eingerichtet. Die Rechtsprechung der ersten Instanz wurde durch die Ämter bzw. Standesherren vorgenommen und somit für Fischbach durch das Amt Alsfeld. Nach der Gründung des Großherzogtums Hessen 1806 wurden die Aufgaben der ersten Instanz 1821 im Rahmen der Trennung von Rechtsprechung und Verwaltung auf die neu geschaffenen Landgerichte übertragen. „Landgericht Alsfeld“ war daher von 1821 bis 1879 die Bezeichnung für das erstinstanzliche Gericht in Alsfeld, das heutige Amtsgericht, das für Fischbach zuständig war.
Anlässlich der Einführung des Gerichtsverfassungsgesetzes mit Wirkung vom 1. Oktober 1879, infolge derer die bisherigen großherzoglich hessischen Landgerichte durch Amtsgerichte an gleicher Stelle ersetzt wurden, während die neu geschaffenen Landgerichte nun als Obergerichte fungierten, kam es zur Umbenennung in Amtsgericht Alsfeld und Zuteilung zum Bezirk des Landgerichts Gießen.

## Bevölkerung

### Einwohnerstruktur 2011
Nach den Erhebungen des Zensus 2011 lebten am Stichtag dem 9. Mai 2011 in Fischbach 87 Einwohner. Darunter waren keine Ausländer.
Nach dem Lebensalter waren 12 Einwohner unter 18 Jahren, 30 zwischen 18 und 49, 24 zwischen 50 und 64 und 21 Einwohner waren älter. Die Einwohner lebten in 39 Haushalten. Davon waren 9 Singlehaushalte, 12 Paare ohne Kinder und 12 Paare mit Kindern, sowie 3 Alleinerziehende und 3 Wohngemeinschaften. In 9 Haushalten lebten ausschließlich Senioren und in 21 Haushaltungen leben keine Senioren.

### Einwohnerentwicklung
| • 1791: | 70 Einwohner            |
| • 1800: | 65 Einwohner            |
| • 1806: | 67 Einwohner, 11 Häuser |
| • 1829: | 65 Einwohner, 11 Häuser |
| • 1867: | 84 Einwohner, 13 Häuser |

| Fischbach: Einwohnerzahlen von 1791 bis 2020 | Fischbach: Einwohnerzahlen von 1791 bis 2020 | Fischbach: Einwohnerzahlen von 1791 bis 2020 | Fischbach: Einwohnerzahlen von 1791 bis 2020 | Fischbach: Einwohnerzahlen von 1791 bis 2020 |
| --- | -------------------------------------------- | -------------------------------------------- | -------------------------------------------- | -------------------------------------------- |
| Jahr |                                              |                                              |                                              | Einwohner                                    |
| 1791 | 1791                                         |                                              | 70                                           | 70                                           |
| 1800 | 1800                                         |                                              | 65                                           | 65                                           |
| 1806 | 1806                                         |                                              | 67                                           | 67                                           |
| 1829 | 1829                                         |                                              | 65                                           | 65                                           |
| 1834 | 1834                                         |                                              | 80                                           | 80                                           |
| 1840 | 1840                                         |                                              | 73                                           | 73                                           |
| 1846 | 1846                                         |                                              | 78                                           | 78                                           |
| 1852 | 1852                                         |                                              | 76                                           | 76                                           |
| 1858 | 1858                                         |                                              | 76                                           | 76                                           |
| 1864 | 1864                                         |                                              | 78                                           | 78                                           |
| 1871 | 1871                                         |                                              | 80                                           | 80                                           |
| 1875 | 1875                                         |                                              | 79                                           | 79                                           |
| 1885 | 1885                                         |                                              | 72                                           | 72                                           |
| 1895 | 1895                                         |                                              | 84                                           | 84                                           |
| 1905 | 1905                                         |                                              | 82                                           | 82                                           |
| 1910 | 1910                                         |                                              | 80                                           | 80                                           |
| 1925 | 1925                                         |                                              | 75                                           | 75                                           |
| 1939 | 1939                                         |                                              | 83                                           | 83                                           |
| 1946 | 1946                                         |                                              | 155                                          | 155                                          |
| 1950 | 1950                                         |                                              | 124                                          | 124                                          |
| 1956 | 1956                                         |                                              | 77                                           | 77                                           |
| 1961 | 1961                                         |                                              | 89                                           | 89                                           |
| 1967 | 1967                                         |                                              | 86                                           | 86                                           |
| 1970 | 1970                                         |                                              | 93                                           | 93                                           |
| 1980 | 1980                                         |                                              | ?                                            | ?                                            |
| 1990 | 1990                                         |                                              | ?                                            | ?                                            |
| 2000 | 2000                                         |                                              | ?                                            | ?                                            |
| 2006 | 2006                                         |                                              | 90                                           | 90                                           |
| 2011 | 2011                                         |                                              | 87                                           | 87                                           |
| 2015 | 2015                                         |                                              | 84                                           | 84                                           |
| 2020 | 2020                                         |                                              | 94                                           | 94                                           |
| Datenquelle: Historisches Gemeindeverzeichnis für Hessen: Die Bevölkerung der Gemeinden 1834 bis 1967. Wiesbaden: Hessisches Statistisches Landesamt, 1968. Weitere Quellen: ; Stadt Alsfeld: 2006, 2015:, 2020; Zensus 2011 |                                              |                                              |                                              |                                              |

### Religion
Fischbach gehört zum evangelischen Kirchspiel Schrecksbach.
Historische Religionszugehörigkeit
| • 1829: | 446 evangelische, zwei römisch-katholische                      |
| • 1961: | 85 evangelische (= 95,51 %), 3 katholische (= 3,37 %) Einwohner |

## Politik
Für Fischbach besteht ein Ortsbezirk (Gebiete der ehemaligen Gemeinde Fischbach) mit Ortsbeirat und Ortsvorsteher nach der Hessischen Gemeindeordnung.
Der Ortsbeirat besteht aus fünf Mitgliedern. Bei den Kommunalwahlen in Hessen 2021 betrug die Wahlbeteiligung zum Ortsbeirat 78,48 %. Alle Kandidaten gehörten der „Wählergemeinsachaft Fischbach“ an. Der Ortsbeirat wählte Walter Glücker zum Ortsvorsteher.

## Kulturdenkmäler
Siehe: Liste der Kulturdenkmäler in Fischbach (Alsfeld)